# Medelhavsmuseet
Medelhavsmuseet är ett svenskt statligt arkeologiskt kulturhistoriskt museum med inriktning på samlingar från medelhavsländerna och Främre Orienten. Museets samlingar är sedan 1982 utställda i Inteckningsbankens gamla lokaler vid Gustav Adolfs torg i Stockholm.
Museet ingår sedan 1999 i Statens museer för världskultur.

## Historik
Museet bildades 1954 genom en sammanslagning av två redan existerande museiinstitutioner: Egyptiska museet i Stockholm och Cypernsamlingarna. Kung Gustaf VI Adolf gjorde stora insatser för museets tillkomst. Det Egyptiska museet inrättades 1928 i det Gamla Riksbankshuset vid Järntorget i Gamla stan. Grunden utgjordes av de omfattade statliga samlingarna, som sedan 1800-talets början hade förvärvats som gåvor av diplomater och resenärer.
Under 1930-talet gjorde museet stora inköp bland annat från den egyptiska staten och från privatsamlingar. Cypernsamlingarna härstammar från Svenska Cypernexpeditionens omfattande utgrävningar 1927–1931 under Einar Gjerstads ledning. Det är den mest betydande samlingen av cypriotiska utgrävningsfynd utanför Cypern.

### Lokalfrågan

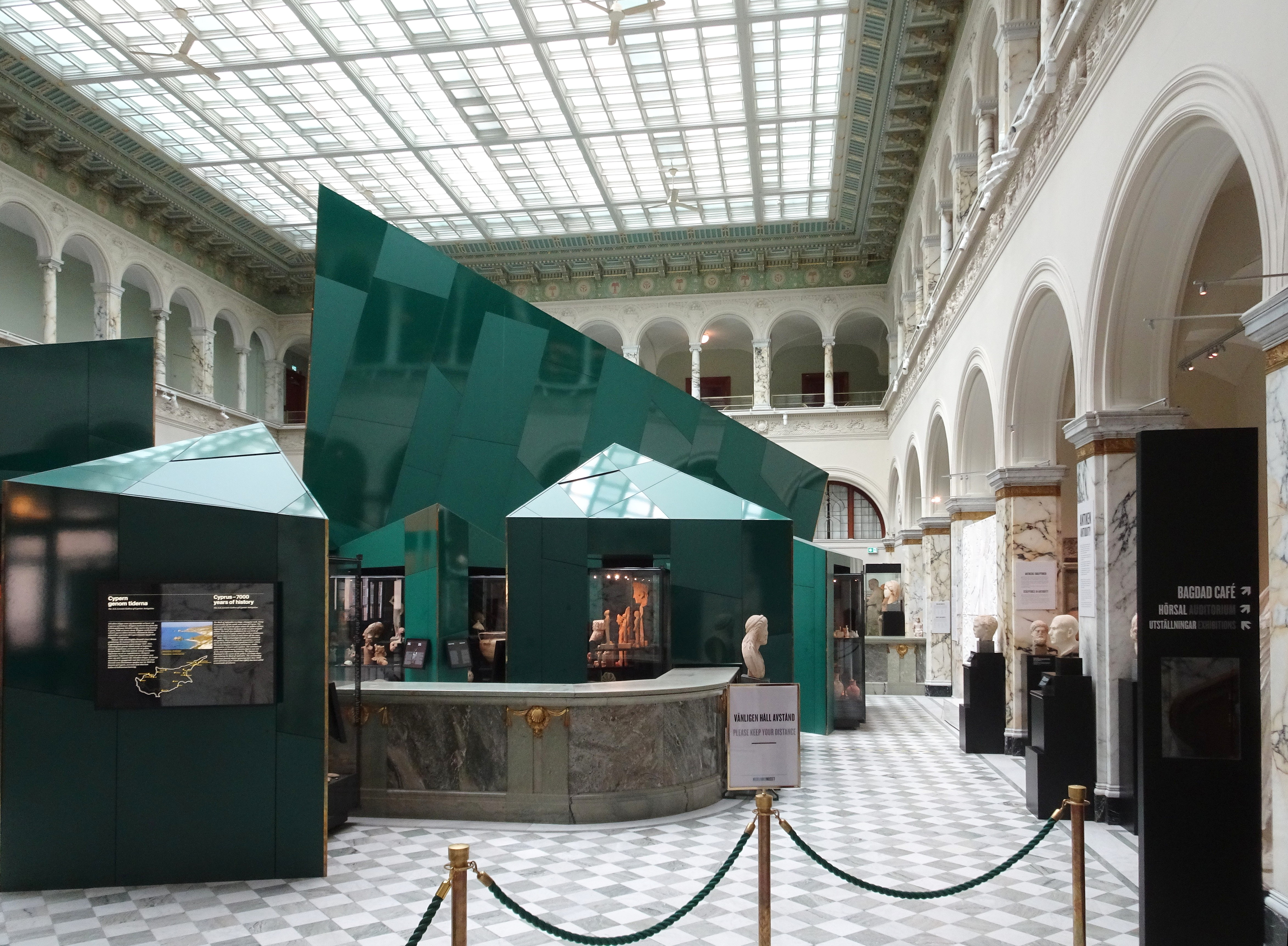
Utställning i Inteckningsbankens gamla banksal, 2020.

Cypernutställningen, 1989-2001

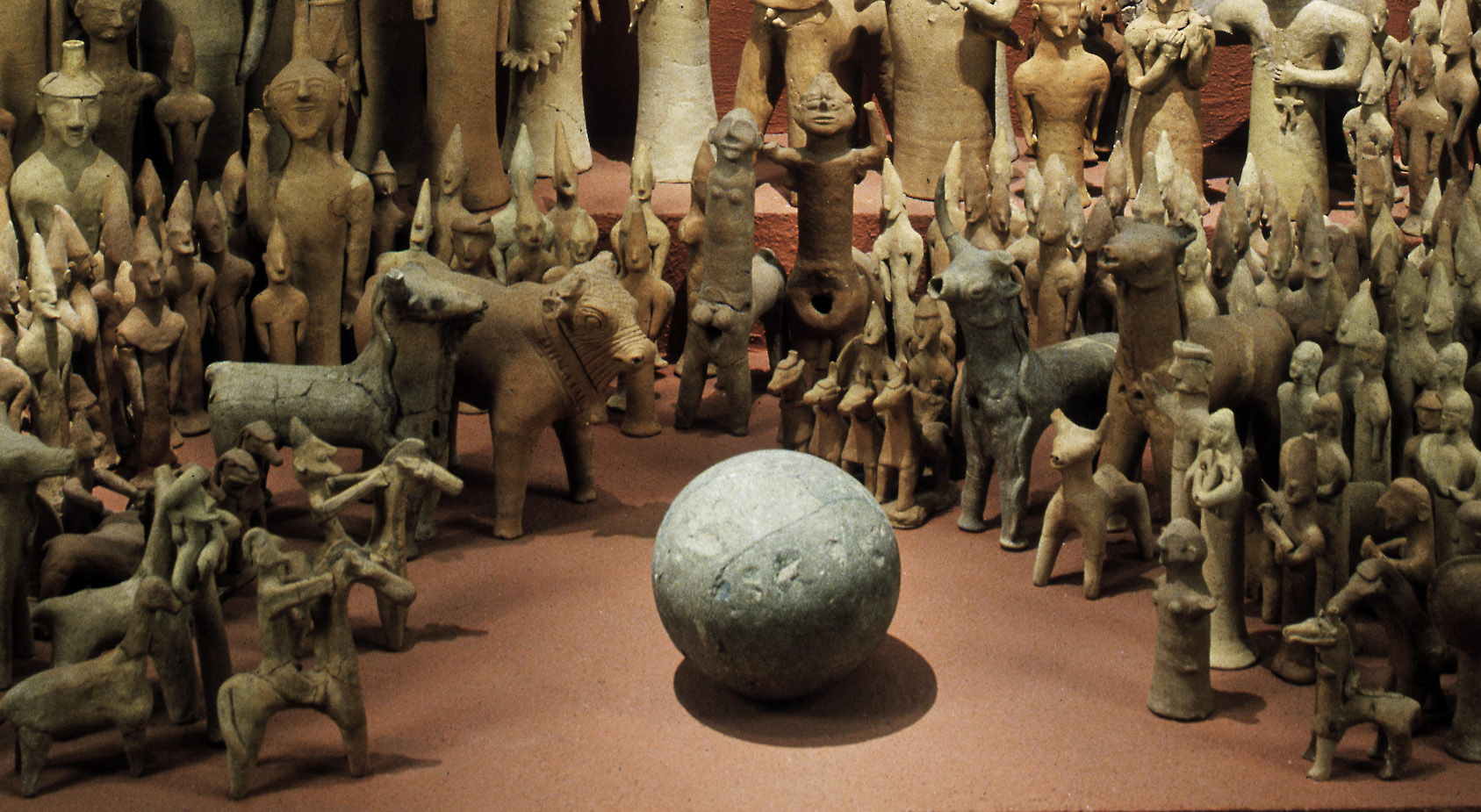
Ajia Irini-gruppen med kultsten, 2000

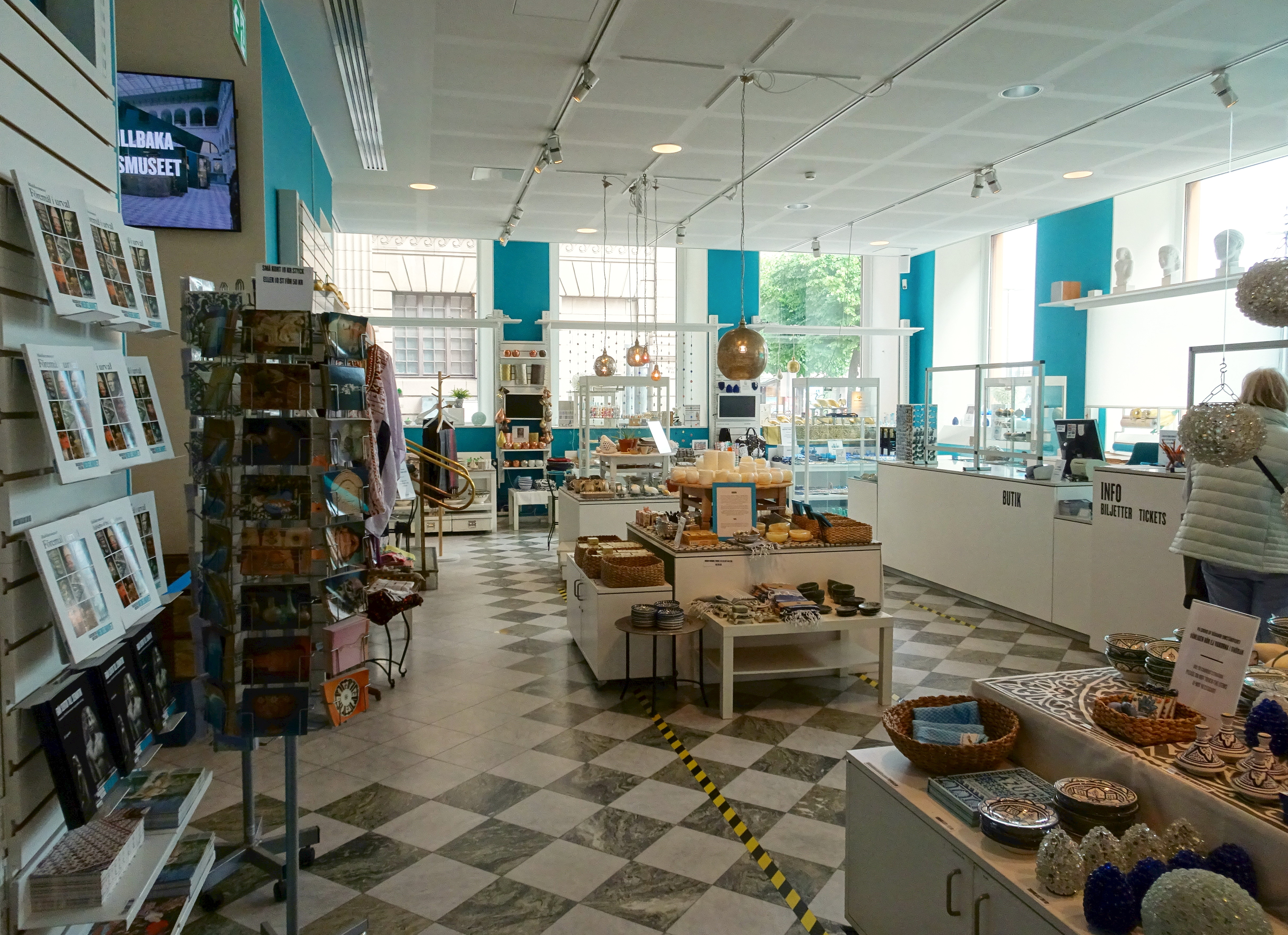
Museishoppen, juli 2020.

I 1936 års museibetänkande konstaterade man att Medelhavssamlingarnas lokalfråga var den mest akuta frågan. I betänkandet diskuterades en lösning inom kvarteret Krubban men med andra världskriget lades alla sådana planer åt sidan. Efter kriget gjordes en ny utredning under ledning av Sigurd Curman. Den blev färdig 1951 och innehöll ritningar av Nils Tesch för ett Medelhavsmuseum i Östra stallet. Sedan dess har förslaget utretts i olika omgångar ända fram till 1980-talet men det genomfördes aldrig. Skeppsholmskyrkan lär ha varit ett annat förslag som dock dåvarande chefen Olof Vessberg tackade nej till. 
År 1971 öppnade en utställning i Historiska museet med Cypernsamlingarna. En av de tidigare militära kasernerna, ett stall från 1800-talet som tillhörde Riksantikvarieämbetet, ansågs vara en lämplig byggnad för det nya museet. Fastigheten kallades Östra Stallflygeln och är belägen nära Historiska museet. Föremålsmagasin skulle också sprängas ut under huset. Samtidigt befann sig regeringen i en ekonomisk kris och den planerade museibyggnaden, som tänkts starta 1981, sköts upp två år. Museet erbjöds i stället en möjlighet att flytta till lokaler i centrum av staden på Fredsgatan 2, nära Utrikesdepartementet och Operan. Det var då tänkt som en tillfällig lösning. I mitten av 1981 erbjöds dåvarande chefen Carl-Gustaf Styrenius nuvarande banklokalen, och ett år senare kunde Medelhavsmuseet öppna i sina nya lokaler den 16 september 1982 i närvaro av bland annat Einar Gjerstad och Alfred Westholm som deltog i Svenska Cypernexpeditionen.

### Chefer
- Olof Vessberg (1955–1970[3])
- Carl-Gustaf Styrenius (1 juni 1971 – 30 juni 1989, kvarstannade som tf året ut)
- Lars-Olof Sjöberg (1989–1992)
- Bengt Peterson (1992–2000)
- Sanne Houby-Nilsen (2000–2010)
- Christian Mühlebock (2015-2016)[4]
- Ann Follin (överintendent) (2016–2024)[5]
- Britta Söderqvist (överintendent) (2025-)

## Fastigheten
Medelhavsmuseet ligger på Fredsgatan 2 i Stockholm i Gustav Horns palats vars äldsta delar härrör från 1648. Vid 1700-talets mitt huserade Svea hovrätt i lokalerna, och 1814 köptes palatset av Nils Gustaf Palin. Fastigheten är den äldsta i området, med rester av murar från mitten av 1600-talet och drottning Kristinas tid. Palatset på tre våningar byggdes ursprungligen för fältmarskalken Gustaf Horn under 1642–1648, men en brand förstörde den magnifika byggnaden 1873. Året därpå förvärvades den brandskadade fastigheten av bankchefen Johan Henrik Palme. Huset byggdes om till en affärsbank, Stockholms Inteckningsbank, med en bankhall på bottenvåningen. 
Bankchefen grundade affärsbanken 1869 och blev dess första verkställande direktör. Palme lät arkitekten Rudolf Arborelius förverkliga sina idéer, inspirerad av kortilen (gården) i Palazzo Bevilacqua i Bologna med en stor täckt bankhall omgiven av arkader och övre gallerier. Arborelius skapade en tio meter hög bankhall täckt med ett platt glastak eller lanternin. Dekorationen utfördes i vitt och grönt med rader av palmer i medaljonger längs väggarna för att hedra familjen Palme. I korridorerna på övervåningen finns kopior av grekiska marmorpelare och en skulpterad fris i spansk täljsten. Elever vid en konstskola i Florens utformade de joniska kapitälen till marmorpelarna. Huset fortsatte att fungera som en bankkontor för den Svenska Handelsbanken som stängdes 1977. Fastigheten förvärvades av staten 1967 och byggdes om så att regeringskansliet också kunde flytta in 1996. Den förgyllda bysten av grundaren Johan Henrik Palme placerades i en nisch i fasaden på museibyggnaden där han ännu sitter.